# Bajenisjávrátj
Bajenisjávrátj är en sjö i Jokkmokks kommun i Lappland och ingår i Luleälvens huvudavrinningsområde. Sjön har en area på 0,0454 kvadratkilometer och ligger 604,4 meter över havet. Bajenisjávrátj ligger i Kvikkjokk-Kabla fjällurskog Natura 2000-område.

## Delavrinningsområde
Bajenisjávrátj ingår i det delavrinningsområde (742886-161363) som SMHI kallar för Ovan Kiurijåkkå. Medelhöjden är 654 meter över havet och ytan är 71,53 kvadratkilometer. Det finns inga avrinningsområden uppströms utan avrinningsområdet är högsta punkten. Sjnjutjutisjåkkå (Råttekjåkkå) som avvattnar avrinningsområdet har biflödesordning 3, vilket innebär att vattnet flödar genom totalt 3 vattendrag innan det når havet efter 262 kilometer. Avrinningsområdet består mestadels av skog (56 procent) och kalfjäll (41 procent). Avrinningsområdet har 0,85 kvadratkilometer vattenytor vilket ger det en sjöprocent på 1,2 procent.